# Прилички кисељак
Бања Прилички кисељак је бања недалеко од места Прилике код Ивањице. 
Проглашена је бањом 1873. године указом краља Александра који је често посећивао бању, и користио њену лековиту воду са извора. До 80тих година 20. века функционисала је као бања. Од тада је запуштена и нефункционална.
Минерални извори ове бање су били познати још Илирима и старим Римљанима, али су за време османске власти били потпуно заборављени. Крајем 19. века ови извори су поново добили на значају. Званично је проглашена за бању 1873. године. Интензивије коришћење минералне воде почиње 1970. године, са постављањем машине за флаширање. Прилички Кисељак је у периоду пре Другог светског рата бажио за угледну туристичку дестинацију у којој су мир проналазили представници грађанске елите из читаве државе (у савременом извештају се, међутим, смештај сматра недовољним). Комплекс се састоји од три грађевине: бивше управне зграде, ресторана са собама и депанданса.